# Elektronika
Elektronika (Russo: Электроника)é uma marca da União Soviética, hoje Rússia, conhecida por fabricar produtos eletrônicos como calculadoras, relógios eletrônicos, jogos portáteis, rádios e computadores. Muitos dos produtos são fruto de engenharia reversa, desenvolvidos por engenheiros soviéticos que trabalhavam em instalações militares, em uma tentativa de suprir a necessidade de bens de consumo no país.

Hoje em dia são fabricadas as calculadoras eletrônicas Electronika MK-152 e Electronika MK-161.